# Eding Sport FC
Eding Sport Football Club de la Lékié w skrócie Eding Sport FC – kameruński klub piłkarski grający w kameruńskiej pierwszej lidze, mający siedzibę w mieście Lékié.

## Sukcesy
- Première Division[1]:
  - mistrzostwo (1): 2017.

## Występy w afrykańskich pucharach
| Sezon     | Rozgrywki           | Runda   | Kraj    | Klub             | Dom | Wyjazd | Dwumecz |
| --------- | ------------------- | ------- | ------- | ---------------- | --- | ------ | ------- |
| 2018      | Liga Mistrzów       | wstępna | Nigeria | Plateau United   | 0–1 | 0–3    | 0–4     |
| 2018/2019 | Puchar Konfederacji | wstępna | Ghana   | Asante Kotoko SC | –   | –      | –       |

## Stadion
Domowe mecze klub rozgrywa na stadionie o nazwie Stade de Ngoa Ekélé w Jaunde. Stadion może pomieścić 5000 widzów.

## Reprezentanci kraju grający w klubie
Stan na lipiec 2023.
| - Martin Ako - Pierre Akono - Valentin Batto - Joël Boheu - Aminou Bouba - Kemajou Dibami - Harrison Djonkep - Ramses Donfack - Charles Edoa - Hervé Elame - David Eto’o - Pierre-François Etame - Raymond Fosso - Jean-Oscar Kalati - Louiz Mbah | - Marcelin Mbahbi - Alfred Meyong - Stéphane Meyoupo - Yves Alain Moukoko - Atangana Mvondo - Armel Ngondji - Prince Junior Sime - Alphonse Tientcheu - Martial Zemba Ikoung - Bechir Seid Djimet - Herman Doumnan - Yaya Kerim - Marcel Ninga - Saint-Cyr Ngam Ngam |